# Edward Lee (cestista)
Li Shiqiao, meglio conosciuto come Edward Lee (李世僑T, Lĭ ShìqiáoP; Shizhen, 1923 – 14 novembre 1988), è stato un cestista cinese.

## Carriera
Da giocatore con la Repubblica di Cina ha disputato i Giochi di Londra 1948.